# Marieme Faye Sall
Marieme Faye Sall, cũng đánh vần Marème Faye Sall, là một nhân vật công chúng người Sénégal, từng là Đệ nhất phu nhân của Senegal kể từ năm 2012. Sall, vợ của Tổng thống Macky Sall, là Đệ nhất phu nhân đầu tiên của đất nước sở hữu hoàn toàn di sản của người Sénégal và sinh ra, vì ba người tiền nhiệm của bà có nguồn gốc dân tộc Pháp hoặc Liban.
Faye Sall được sinh ra tại thành phố Saint-Louis, Sénégal, là con thứ tư trong số tám người con của gia đình bà. Theo tiểu sử chính thức của bà, bà là người gốc Peule và Serer kép. bà học tại trường tiểu học ở Saint-Louis trước khi chuyển đến Diourbel, một thành phố ở vùng Diourbel thuộc miền trung Sénégal cùng với gia đình. bà học trung học và tốt nghiệp trung học kỹ thuật. Sall sau đó đăng ký học tại Học viện công nghệ cao hơn tại Đại học Cheikh Anta Diop, nơi bà học ngành kỹ thuật điện, nhưng không tốt nghiệp. bà rời Cheikh Anta Diop sau khi sinh đứa con đầu lòng.
Marieme Faye Sall gặp người chồng tương lai của mình, Macky Sall, vào năm 1992 khi bà vẫn còn học trung học. bà rời bỏ việc học tại Đại học Cheikh Anta Diop vào năm 1995 sau khi kết hôn và sinh đứa con đầu lòng. Hai vợ chồng có ba đứa con.
Trong chiến dịch tranh cử tổng thống năm 2012 của chồng bà chống lại Tổng thống đương nhiệm Abdoulaye Wade Marieme Faye Sall đóng vai trò là một cố vấn và người hỗ trợ thân thiết. Tuy nhiên, bà vẫn nằm ngoài kế hoạch hàng ngày của Liên minh chồng cho đảng chính trị Cộng hòa. Tuy nhiên, một số ấn phẩm gần gũi với Tổng thống Wade đã tìm cách miêu tả bà là người quá tham vọng và ngoan đạo trong chiến dịch. Macy Sall đã đánh bại Tổng thống Wade trong cuộc tranh cử được tổ chức vào ngày 25 tháng 3 năm 2012.
Sall trở thành Đệ nhất phu nhân thứ tư của Sénégal vào ngày 2 tháng 4 năm 2012. Sall là đệ nhất phu nhân da đen đầu tiên của Senegal, đệ nhất phu nhân Hồi giáo đầu tiên, đồng thời là đệ nhất phu nhân hoàn toàn đầu tiên của Sénégal được sinh ra và lớn lên ở nước này. Cả hai đệ nhất phu nhân đầu tiên và thứ ba của Senegal, Colette Senghor và Viviane Wade (tiền thân trực tiếp của Sall) đều đến từ Pháp, trong khi cựu Đệ nhất phu nhân Elizabeth Diouf, vợ của cựu Tổng thống Abdou Diouf, có cha là người Lebanon và mẹ là người Sénégal. bà được nhiều phụ nữ Sen-na-nê gọi là "người phụ nữ Sen thực sự".
Sall đã thành lập Quỹ Serve Senegal trong nhiệm kỳ là đệ nhất phu nhân và đứng đầu ban giám đốc của tổ chức từ thiện.